# محشو طماطم
محشو الطماطم أو الطماطم المحشوة (بالتركية: Domates dolması)‏ هي واحدة من عدد من الأطباق التي تُحشا فيها الطماطم بمكونات كالأرز .

## التحضير والمكونات
تُحشا الثمار في تركيا باللحم (لحم الضأن) والأرز والبصل والبقدونس وزيت الزيتون والنعناع والفلفل الأسود والملح. أما في الطبق الروماني فيُصنع الطبق من الأرز وحده ويمكن إضافة القرفة إليه.
من الشائع في بربنصة بفرنسا تحضيرها باللحم المفروم والبقسماط والجبن. ففي نيس تُحفر الطماطم في البداية ومن ثَمّ تُحشى بالبصل والثوم والباذنجان والفلفل ومعجون الطماطم والمردقوش.